# Stamnodes triangularia
Stamnodes triangularia är en fjärilsart som beskrevs av Bartlett-calvert 1891. Stamnodes triangularia ingår i släktet Stamnodes och familjen mätare. Inga underarter finns listade i Catalogue of Life.